# مدرسه مقیمیه
مدرسه مقیمیه مربوط به اواخر دوره قاجار است و در شیراز، خیابان احمدی، خیابان بین الحرمین، پشت شاهچراغ واقع شده و این اثر در تاریخ ۲۳ بهمن ۱۳۸۰ با شمارهٔ ثبت ۴۷۲۸ به‌عنوان یکی از آثار ملی ایران به ثبت رسیده است.